# Sofia de Württemberg (reina dels Països Baixos)
Sofia de Württemberg, reina dels Països Baixos (Stuttgart 1818 - La Haia 1878) va ser una princesa de Württemberg amb el tractament d'altesa reial que es casà en el si de la casa reial dels Països Baixos.
Nascuda a la ciutat de Stuttgart, capital de l'antic Regne de Württemberg, el dia 17 de juny de l'any 1818, filla del rei Guillem I de Württemberg i de la princesa Caterina de Rússia. Sofia era neta per via paterna del rei Frederic I de Württemberg i de la duquessa Augusta de Brunsvic-Wolfenbüttel, per via materna, en canvi, ho era del tsar Pau I de Rússia i de la princesa Sofia de Württemberg.
El dia 18 de juny de l'any 1839 es casà a Stuttgart amb el rei Guillem III dels Països Baixos, fill del rei Guillem II dels Països Baixos i de la gran duquessa Anna de Rússia. La parella tingué tres fills cap dels quals arribà a regnat als Països Baixos:
- SAR el príncep Guillem Nicolau dels Països Baixos, nat a La Haia el 1840 i mort a París el 1879.
- SAR el príncep Guillem Frederic dels Països Baixos, nat a La Haia el 1843 i mort a La Haia el 1850.
- SAR el príncep Guillem Alexandre dels Països Baixos, nat a La Haia el 1851 i mort a La Haia el 1884.

La relació entre Sofia i el seu marit es trobà molt lluny de poder ser qualificada d'idíl·lica. La princesa württemburguesa era una liberal intel·lectual confessa que odiava tot allò que estigués relacionat amb l'autoritarisme i molt especialment l'exèrcit.
Guillem III no entengué ni va voler comprendre la mentalitat de la seva esposa, i en un dels seus atacs d'ira li prohibí els exercicis o tertúlies culturals a la qual la reina era molt aficionada. D'aquest fet la reina Victòria I del Regne Unit, que mantenia correspondència habitual amb la reina holandesa, va classificar Guillem com un granger mal educat. Aquesta mala sintonia marital es veié reforçada per les aventures extramatrimonials del rei i el fet que el caràcter del monarca fos especialment llunàtic. Políticament parlant, Sofia donà ple suport al seu marit en el camí de la monarquia holandesa cap al parlamentarisme.